# Теняков, Александр Павлович
Алекса́ндр Па́влович Теняко́в (26 июля 1951, Люберцы, РСФСР, СССР — 11 октября 2017, Красногорск, Россия) — советский хоккеист с мячом, вратарь, чемпион мира, заслуженный мастер спорта СССР (1991), заслуженный тренер России (1994).

## Карьера
Родился в подмосковном городе Люберцы. В хоккей с мячом начал играть в Люберцах в 1964 году в детской команде «Торпедо». Далее были хоккейные школы томилинского «Труда» (1965—1967) и московского «Динамо» (с 1967).
Профессионально начал играть в хоккей с мячом в составе московского «Динамо» в 1970 году, в составе команды стал четырёхкратным чемпионом СССР.
В 1978 году перешёл в красногорский «Зоркий», в составе которого в пятый раз стал чемпионом страны в 1979 году.
Привлекался в сборную СССР, вместе с которой выиграл чемпионат мира 1973 года (3 матча).
Также играл в хоккей на траве, в 1969 году стал победителем Всесоюзных соревнований.
По окончании карьеры игрока занимался тренерской и административной деятельностью. Работал тренером в Управлении хоккея Госкомспорта СССР (1989—1992), возглавлял Комитет по проведению соревнований Федерации хоккея с мячом России (1992—1996), занимал аналогичную должность в Федерации хоккея с мячом Московской области.
Тренировал казанскую «Ракету», «Зоркий-2», юниорскую и юношескую сборные страны, трудился в тренерском штабе московского «Динамо» и сборной СССР.
Спортивный директор «Зоркого» в 2003—2008 годах.
В последние годы жизни работал с женской командой красногорского «Зоркого» и формировавшейся на её базе сборной Московской области. Вместе с командой дважды побеждал в чемпионатах России (2012, 2015).
Умер 11 октября 2017 года после тяжёлой болезни.

## Достижения

### Хоккей с мячом
в клубах

- Чемпион СССР (1972, 1973, 1975, 1976, 1979)
- Серебряный призёр чемпионата СССР (1971, 1974, 1977, 1983, 1985)
- Бронзовый призёр чемпионата СССР (1980, 1982, 1987)
- Обладатель Кубка СССР (1985, 1986)
- Серебряный призёр Кубка СССР (1983)[2]
- Обладатель Кубка европейских чемпионов (1975, 1976)
- Финалист Кубка европейских чемпионов (1979)
- Чемпион СССР среди юношей (1969)

- В списках «22 лучших игроков сезона» (1972, 1973, 1975, 1980, 1983)
- Лучший вратарь сезона (1983)

в сборной

- Чемпион мира (1973)
- Победитель Международного турнира на приз газеты «Советская Россия» (1972)
- Серебряный призёр Международного турнира на приз газеты «Советская Россия» (1974)
- Чемпион мира среди юниоров (1970)

тренерские
- Победитель чемпионата России среди женских команд (2012, 2015)
- Серебряный призёр чемпионата России среди женских команд (2009, 2010, 2011, 2013, 2014, 2016)
- Бронзовый призёр чемпионата России среди женских команд (2017)
- Победитель чемпионата мира среди юниоров (1998)
- Бронзовый призёр чемпионата мира среди юношей (1995)

### Хоккей на траве
в клубах

- Победитель Всесоюзных соревнований (1969)